# Veresnea, Poliske
Veresnea (în ucraineană Вересня) este un sat în comuna Zalîșanî din raionul Poliske, regiunea Kiev, Ucraina.

## Demografie
Componența lingvistică a localității Veresnea
     Ucraineană (94,01%)
     Rusă (5,99%)
Conform recensământului din 2001, majoritatea populației localității Veresnea era vorbitoare de ucraineană (94,01%), existând în minoritate și vorbitori de rusă (5,99%).